# Талбот, Конни
Конни Талбот (англ. Connie Talbot, род. 20 ноября 2000 в городе Стритли, расположенном в округе Уолсолл церемониального метропольного графства Уэст-Мидлендс на западе Англии) — британская певица. Полное имя Конни Виктория Элизабет Талбот.

## Биография
Всемирную известность получила в качестве участницы британского конкурса талантов (Britain’s Got Talent), имевшего аудиторию в 12 миллионов зрителей. Проиграла состязание 37-летнему Полу Потсу, который за победу в программе «Британия ищет таланты» получил договор от Sony BMG на один миллион фунтов стерлингов и был удостоен чести спеть перед королевой Англии Елизаветой II.
В Интернете размещены десятки видеоматериалов с её выступлениями и интервью. Выпустила четыре музыкальных альбома. Это Over the Rainbow («2007) , Connie Talbot’s Christmas Album (2008), Holiday Magic (2010), Beautiful World (2012). Её песни записаны на всех известных магнитных носителях, в том числе, на SlotMusic Format. Она увлечена фильмом Волшебник страны Оз». Не взяв ни одного урока пения, девочка подражала киноперсонажу Джуди Гарленд, сыгравшей роль Дороти Гэйл в этом фильме.
Субкультура поклонников Конни Талбот распространена в Британии, на континентальной Европе, в Японии и Южной Корее. В последнее время её образ стал популярным в США. Ряд звукозаписывающих компаний (Sony BMG и др.) отказался от контрактов с певицей из-за её малого возраста. После крайне удачных выступлений на телевидении для певицы был нанят профессиональный телохранитель. По схожей причине семья поменяла номер городского телефона. По информации британских СМИ, пение Конни вылечило мамину депрессию, вызванную смертью бабушки в 2005 году. 22 августа 2013 года Конни приняла участие в записи классического саундтрека к эксклюзивной игре Rain, которая выпускается специально для PS3

## Личная жизнь
Живёт в Англии (Streetly, West Midlands) вместе с родителями Гевином и Шерон Талбот, братом Джошем и сестрой Молли.

## Дискография

### Альбомы
| Год  | Альбом                                                                                      | Высшая позиция | Высшая позиция | Высшая позиция | Высшая позиция | Высшая позиция | Высшая позиция | Высшая позиция | Высшая позиция | Тираж                                                                                    | Сертификации                                                                                          |
| Год  | Альбом                                                                                      | UK             | HON            | SIN            | KOR            | TAI            | U.S. Heat      | U.S. Kid       | U.S. Indie     | Тираж                                                                                    | Сертификации                                                                                          |
| ---- | ------------------------------------------------------------------------------------------- | -------------- | -------------- | -------------- | -------------- | -------------- | -------------- | -------------- | -------------- | ---------------------------------------------------------------------------------------- | --- |
| 2007 | Over the Rainbow - Выход: 26 ноября 2007 - Labels: Rainbow Recording Company                | 35             | 1              | 3              | 1              | 1              | 7              | 8              | 43             | - Великобритания: 100,000+ (Золотой, BPI) - Южная Корея: 30,000+ - Общемировой: 250,000+ | - Великобритания: Золотой - Тайвань: Платиновый - Гонконг: Платиновый - Южная Корея: 2-кр. Платиновый |
| 2008 | Connie Talbot’s Christmas Album - Выход: 24 ноября 2008 - Labels: Rainbow Recording Company | -              | -              | -              | -              | -              | -              | -              | -              | -                                                                                        | - |
| 2009 | Connie Talbot’s Holiday Magic - Выход: 20 октября 2009 - Labels: AAO Music                  | -              | -              | -              | -              | -              | -              | -              | -              | -                                                                                        | - |
| 2012 | Beautiful World - Выход: 28 ноября 2012 - Labels: -                                         | -              | -              | -              | -              | -              | -              | -              | -              | -                                                                                        | - |

### Синглы
| Год  | Сингл                    | Высшая позиция | Высшая позиция | Альбом           |
| Год  | Сингл                    | UK Indie       | U.S. HSS       | Альбом           |
| ---- | ------------------------ | -------------- | -------------- | ---------------- |
| 2008 | «Three Little Birds»     | 3              | 1              | Over the Rainbow |
| 2009 | «I Will Always Love You» | -              | 3              | Over the Rainbow |
| 2011 | «Beautiful World»        | -              | -              | -                |
| 2012 | «Sail Away» (unreleased) | -              | -              | -                |